# Камар-Хун
Камар-Хун (перс. قمارخان) — село в Ірані, у дегестані Заліян, у бахші Заліян, шагрестані Шазанд остану Марказі. За даними перепису 2006 року, його населення становило 66 осіб, що проживали у складі 16 сімей.

## Клімат
Середня річна температура становить 10,22 °C, середня максимальна – 29,29 °C, а середня мінімальна – -12,51 °C. Середня річна кількість опадів – 295 мм.
| Клімат поселення                              | Клімат поселення | Клімат поселення | Клімат поселення | Клімат поселення | Клімат поселення | Клімат поселення | Клімат поселення | Клімат поселення | Клімат поселення | Клімат поселення | Клімат поселення | Клімат поселення | Клімат поселення |
| Показник                                      | Січ.             | Лют.             | Бер.             | Квіт.            | Трав.            | Черв.            | Лип.             | Серп.            | Вер.             | Жовт.            | Лист.            | Груд.            |                  |
| Середній максимум, °C                         | 4,73             | 6,93             | 10,84            | 17,65            | 22,94            | 27,70            | 29,10            | 29,29            | 24,18            | 17,89            | 11,28            | 5,93             |                  |
| Середня температура, °C                       | −3,89            | −1,7             | 2,22             | 9,04             | 14,32            | 19,08            | 23,43            | 23,62            | 18,51            | 12,22            | 5,60             | 0,26             |                  |
| Середній мінімум, °C                          | −12,51           | −10,32           | −6,4             | 0,40             | 5,68             | 10,46            | 17,75            | 17,95            | 12,83            | 6,55             | −0,08            | −5,4             |                  |
| Норма опадів, мм                              | 46               | 39               | 54               | 40               | 35               | 8                | 1                | 1                | 1                | 5                | 26               | 39               |                  |
| Середньомісячна швидкість вітру, м/с          | 1.24             | 2.35             | 2.78             | 2.75             | 2.35             | 2.29             | 2.24             | 2.15             | 2.08             | 1.96             | 1.85             | 1.31             |                  |
| Середньомісячна сонячна радіація, кДж/м²·день | 9463             | 12499            | 15165            | 18401            | 22520            | 27091            | 26062            | 24232            | 21473            | 15982            | 11211            | 9181             |                  |
| --------------------------------------------- | ---------------- | ---------------- | ---------------- | ---------------- | ---------------- | ---------------- | ---------------- | ---------------- | ---------------- | ---------------- | ---------------- | ---------------- | ---------------- |
| Джерело:                                      |                  |                  |                  |                  |                  |                  |                  |                  |                  |                  |                  |                  |                  |